# Distretto di Cantemir
Il distretto di Cantemir è uno dei 32 distretti della Moldavia, il capoluogo è la città di Cantemir.

## Società

### Evoluzione demografica
In base ai dati del censimento, la popolazione è così divisa dal punto di vista etnico:
| Etnia       | Abitanti | %     |
| ----------- | -------- | ----- |
| Moldavi     | 52.986   | 88,31 |
| Ucraini     | 969      | 1,61  |
| Russi       | 710      | 1,18  |
| Gagauzi     | 519      | 0,86  |
| Bulgari     | 3.736    | 6,23  |
| Rumeni      | 910      | 1,52  |
| Altre etnie | 171      | 0,28  |

## Geografia antropica

### Suddivisioni amministrative

#### Città
- Cantemir

#### Comuni
- Antonești
- Baimaclia
- Cania
- Capaclia
- Chioselia
- Ciobalaccia
- Cîietu
- Cîrpești
- Cîșla
- Cociulia
- Coștangalia
- Enichioi
- Ghioltosu
- Gotești
- Haragîș
- Lărguța
- Lingura
- Pleșeni
- Plopi
- Porumbești
- Sadîc
- Stoianovca
- Șamalia
- Tartaul
- Toceni
- Țiganca
- Vișniovca